# Донне
Донне́ (фр. Donnay) — коммуна во Франции, находится в регионе Нижняя Нормандия. Департамент коммуны — Кальвадос. Входит в состав кантона Тюри-Аркур. Округ коммуны — Кан.
Код INSEE коммуны — 14226.

## Население
Население коммуны на 2010 год составляло 182 человека.
| 1962 | 1968 | 1975 | 1982 | 1990 | 1999 | 2010 |
| ---- | ---- | ---- | ---- | ---- | ---- | ---- |
| 216  | 200  | 169  | 172  | 177  | 190  | 182  |

## Экономика
В 2010 году среди 137 человек трудоспособного возраста (15—64 лет) 96 были экономически активными, 41 — неактивными (показатель активности — 70,1 %, в 1999 году было 66,7 %). Из 96 активных жителей работали 83 человека (43 мужчины и 40 женщин), безработных было 13 (5 мужчин и 8 женщин). Среди 41 неактивных 18 человек были учениками или студентами, 20 — пенсионерами, 3 были неактивными по другим причинам.